# Feuerwehrgerätehaus (Sondheim im Grabfeld)

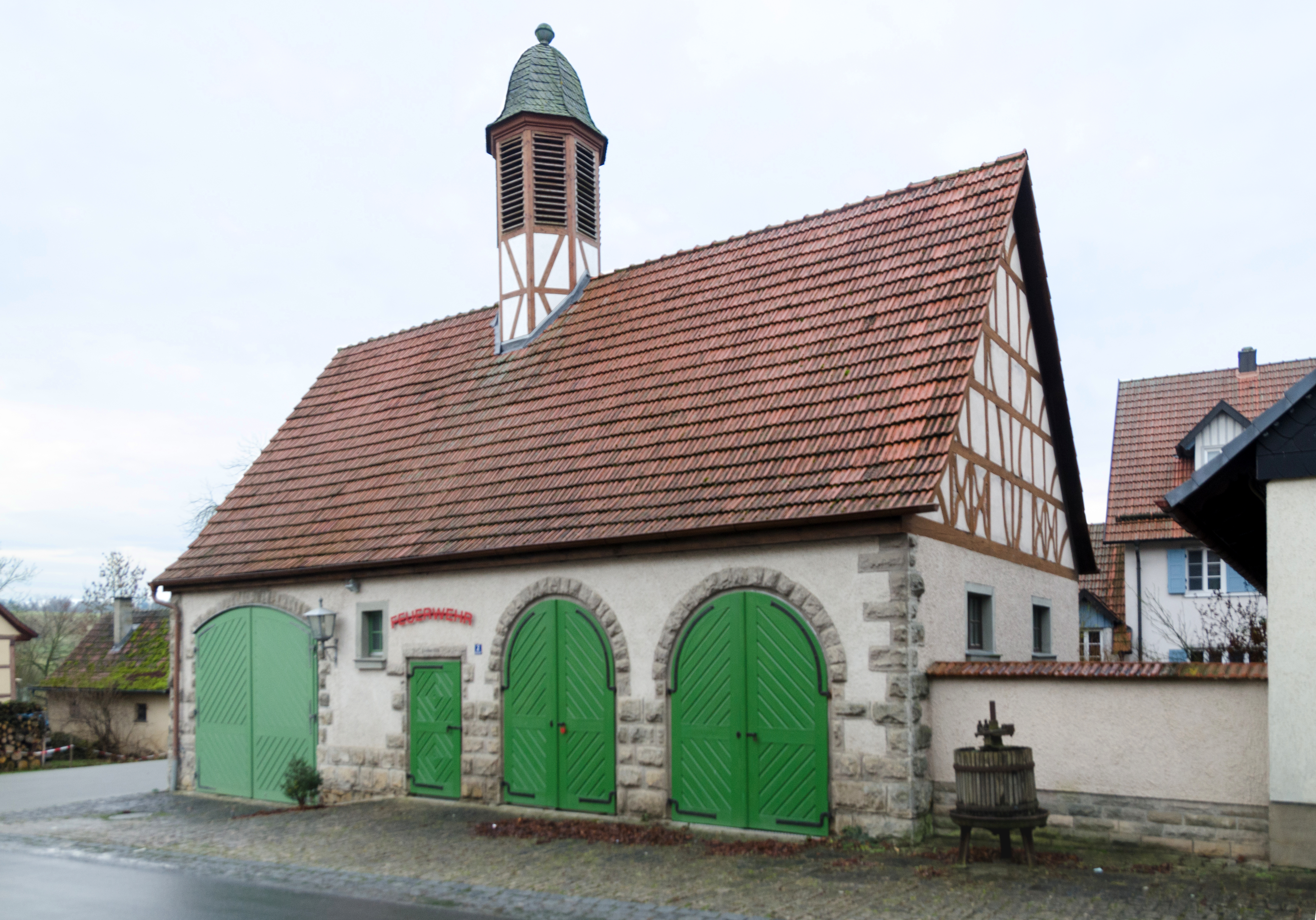
Feuerwehrgerätehaus in Sondheim im Grabfeld

Das Feuerwehrgerätehaus in Sondheim im Grabfeld, einem Stadtteil von Mellrichstadt im unterfränkischen Landkreis Rhön-Grabfeld in Bayern, wurde 1920 errichtet. Das Feuerwehrgerätehaus an der Behrunger Straße 2 ist ein geschütztes Baudenkmal.
Der eingeschossige historisierende Traufseitbau im Heimatstil ist ein Putzbau mit bossierten Ecken und Torgewänden sowie Fachwerkgiebeln. Der Dachreiter in Fachwerkbauweise wird von einer Haube mit Dachknauf bekrönt.